# 大阪市立滝川小学校
大阪市立滝川小学校（おおさかしりつ たきがわしょうがっこう）は、大阪府大阪市北区にある公立小学校。

## 概要
明治時代初期に設置された小学校を起源とし、1872年に創立した。現在の校地は、川崎東照宮の跡地にもあたる。敷地内には大阪市立滝川幼稚園を併設している。
2010年代以降はICT教育に重点的に取り組み、「ICT拠点校」と銘打っている。
2022年には150周年を迎えた。

## 沿革
学制発布を受け、1872年8月に北大組第四区小学校として設置された。開校当初の敷地は、北区滝川町・旧天満組惣会所を転用する形で設置された。現在の北区天満4丁目10番付近、滝川公園北側にあたる。
学校制度の変遷などを経て、明治時代中期には滝川尋常小学校となった。1911年11月に現在地に移転している。
1925年には高等科を併設して滝川尋常高等小学校に改称した。1941年には国民学校令の施行により、滝川国民学校となった。
太平洋戦争の戦局悪化により、1944年以降学童集団疎開が実施された。大阪市では疎開先は当時の22区各行政区ごとに指定され、当時の北区では滋賀県が疎開先として割り当てられた。滝川国民学校では、滋賀県伊香郡南富永村・古保利村・七郷村（いずれも高月町を経て現在の長浜市）が疎開先に割り当てられ、児童らが集団疎開している。
1947年の学制改革により、大阪市立滝川小学校となった。1950年から1955年にかけて、大阪市立桜宮高等学校が同校校舎内に同居していた。
2015年には大阪市教育委員会の「学校教育ICT活用事業」モデル校に指定された。

### 大阪市立滝川幼稚園
敷地内に併設されている大阪市立滝川幼稚園についても、本項でまとめて触れる。
1887年に滝川小学校内に幼児保育科（幼稚園科）が附設されたことが、幼稚園の起こりとなっている。幼児保育科（幼稚園科）は1893年に大阪市立滝川幼稚園に改称・改編された。1908年に休園となったが、1929年に滝川小学校内に再開園した。
1945年3月には太平洋戦争の影響で休園となり、終戦後の1945年11月に再開した。しかし、地域の戦災被害とそれに伴う大阪市の幼稚園縮小方針により1946年3月に閉鎖された。
1951年には地域有志の手で私立滝川幼稚園として滝川小学校内で再開し、1953年には大阪市立滝川幼稚園として復帰している。

### 年表
- 1872年8月 - 北大組第四区小学校として創立。
- 1879年2月 - 北区公立滝川小学校に改称。
- 1886年4月 - 川崎小学校を合併。公立滝川初等小学校に改称。
- 1887年4月 - 北区滝川尋常小学校に改称。
- 1887年5月 - 滝川小学校に幼児保育科を附設。
- 1893年4月 - 大阪市滝川尋常小学校に改称。幼児保育科を大阪市立滝川幼稚園に改編。
- 1908年 - 大阪市立滝川幼稚園が休園。
- 1911年11月 - 現在地に移転。
- 1929年 - 大阪市立滝川幼稚園が滝川小学校内で再開。
- 1941年 - 大阪市滝川国民学校に改称。
- 1944年 - 滋賀県伊香郡南富永村・古保利村・七郷村に学童集団疎開。
- 1946年3月31日 - 大阪市立滝川幼稚園を閉鎖。
- 1947年4月1日 - 学制改革により、大阪市立滝川小学校に改称。
- 1951年 - 滝川幼稚園、私立園として有志の手で再開。
- 1953年4月1日 - 滝川幼稚園、市立に復帰。
- 1992年 - 文部省から、指定教育課程研究開発学校（地球・環境科）に指定される。（1995年3月まで）
- 1995年 - 大阪市教育委員会から、道徳教育の研究校に指定される。（1997年3月まで）
- 2015年12月 - 大阪市教育委員会から、ICT活用事業モデル校に指定される。（2018年11月まで）
- 2017年9月 - 文部科学省「次世代学校支援モデル構築事業」、および総務省「スマートスクール・プラットフォーム実証事jetih業」実証校に選定される。
- 2022年 - 150周年を迎える。

## 通学区域
- 大阪市北区 天満橋1丁目の一部、天満4丁目の一部、天満2丁目-3丁目の全域、天満1丁目の一部（※天満1丁目は大阪市立堀川小学校との調整区域）
- 卒業生は大阪市立北稜中学校に進学する。

## 交通
- Osaka Metro谷町線・京阪本線・京阪中之島線 天満橋駅 北へ約700m
- Osaka Metro堺筋線・谷町線 南森町駅 東へ約800m
- JR東西線 大阪天満宮駅 東へ約650m
- 大阪シティバス 東天満バス停 南東へ約250m、桜の宮橋バス停 西へ約300m。